# Георгій II Дадіані
Георгій II Дадіані (груз. გიორგი II დადიანი; д/н — 1384) — еріставі Одіши (Мегрелії) у 1345—1384 роках.

## Життєпис
Син Мамії I, еріставі Одіши. 1384 року спадкував батькові, його титул еріставі затвердив грузинський цар Георгій V. Став опорою останнього в західній частині царства. Деякий час був еріставі Сванетії. Згодом призначається мандатурт-ухуцесі («верховним розпорядником»).
Водночас продовжив традиції попередників зі зведення церков і монастирів. На власні кошти відремонтував Бедійський собор в Абхазії. Тут його було зображено фрескою разом з дружиною на північній стіні собору. Відомі пожертви Дадіані монастиреві Хреста в Єрусалимі.
Помер Георгій II 1384 року. Поховано в родинному монастирі в Хобі. Спадкував старший син Вамех I.

## Родина
Дружина — Русудан Маріхі
Діти:
- Вамех I (д/н—1396), еріставі Одіши
- Кахабер (д/н—1410), еріставі Гурії і Сванетії